# Žilina (region)
Žilina (slovakisk Žilinský kraj) er en af Slovakiets otte administrative regioner, beliggende i landets nordlige del. Regionen har et areal på 6.808 km² og en befolkning på 694.763 indbyggere (2005). Regionens hovedby er Žilina og består af elleve distrikter (okresy).

## Eksterne links
- Officielle hjemmeside Arkiveret 29. september 2018 hos  Wayback Machine (slovakisk)

- Wikimedia Commons har flere filer relateret til Žilina (region)

49°13′22″N 18°44′22″Ø / 49.2228°N 18.7394°Ø